# Union Pearson Express
El Union Pearson Express (UP Express o UPX) es un enlace ferroviario del aeropuerto que conecta Union Station en el centro de Toronto con el Aeropuerto Internacional Toronto Pearson. El UP Express comenzó a operar el 6 de junio de 2015, a tiempo para los Juegos Panamericanos de 2015. El UP Express viaja entre Union y Pearson en 25 minutos con salidas cada 15 minutos, los siete días de la semana. En el anuncio de lanzamiento, se afirmó que se proyectaba que UP Express transportaría 2,35 millones de pasajeros al año y eliminaría aproximadamente 1,2 millones de viajes en automóvil en el primer año.
UP Express funciona como una división independiente de Metrolinx, de manera similar a GO Transit. Un enlace ferroviario del aeropuerto fue uno de los proyectos prioritarios identificados en el plan de transporte regional de Metrolinx, "The Big Move".
La construcción comenzó en 2011 como parte del Proyecto Georgetown South, que amplió el corredor ferroviario que UP Express comparte con GO Transit y Via Rail. UP Express utiliza trenes de unidades múltiples diésel (DMU) que cumplen con los estándares de emisiones nivel 4 de la Agencia de Protección Ambiental de Estados Unidos. La línea Kitchener y UP Express estarán electrificadas, aunque no se ha fijado fecha. El UP Express ha sido criticado por no utilizar trenes eléctricos desde el principio y por los precios de sus tarifas iniciales que eran altos en comparación con otras conexiones entre aeropuertos y ciudades de América del Norte.

## Estaciones
Las estaciones del servicio son:
| Estación | Inauguración        | Ubicación   | Tipo de estación | Conexiones                                                                 |
| -------- | ------------------- | ----------- | ---------------- | -------------------------------------------------------------------------- |
| Pearson  | 6 de julio de 2006  | Mississauga | Terminal         | Otros servicios - Aeropuerto Internacional Toronto Pearson - Terminal Link |
| Weston   | 1974                | Toronto     | Paso             | Otros servicios - TTC                                                      |
| Bloor    | 1974                | Toronto     | Paso             | Otros servicios - Dundas West - TTC                                        |
| Union    | 6 de agosto de 1927 | Toronto     | Terminal         | Otros servicios - Union - TTC                                              |

## Material rodante
El Union Pearson Express utiliza trenes Nippon Sharyo DMU. La flota consta de 18 autos diésel de unidades múltiples, como cuatro conjuntos de tres autos y tres de dos autos. Inicialmente, el 1 de marzo de 2011, Metrolinx anunció que había optado por comprar 12 vagones DMU (seis trenes de dos vagones) de Nippon Sharyo a un costo de $53 millones de dólares para el servicio. Esto se amplió más tarde a 18 vagones DMU (agregando un vagón a cada tren a través de una orden de opción). Esto llevó el costo a $75 millones de dólares. Las DMU se fabricaron en Japón, se ensamblaron en las instalaciones de Nippon Sharyo en Rochelle, Illinois, y se remolcaron por ferrocarril a Toronto, y el primer tren llegó el 15 de agosto de 2014.

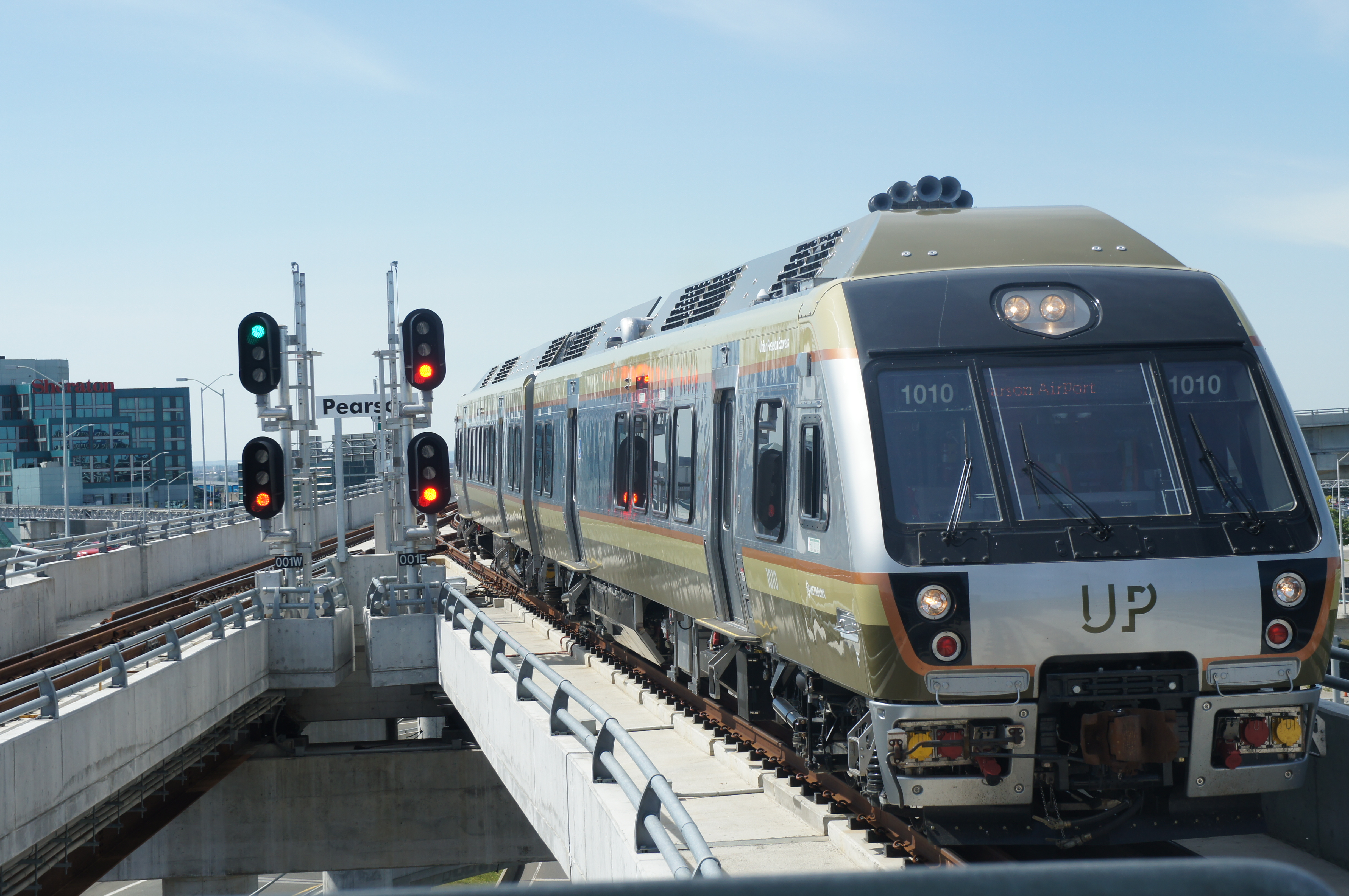
Un tren UP Express se acerca a la estación Pearson.

Los trenes tienen capacidad para entre 115 y 173 personas. Las características a bordo incluyen tomas de corriente, Wi-Fi, instalaciones para equipaje y baños.
Las DMU UP Express se basan en el diseño creado para el tránsito ferroviario del área de Sonoma-Marin en California. Propulsados por un motor hidráulico diésel con una transmisión automática de seis velocidades y frenado regenerativo, se cree que los DMU son los primeros trenes del mundo que cumplen con los estándares de emisiones nivel 4 de la Agencia de Protección Ambiental de Estados Unidos, que reducirá las emisiones hasta en un 90 %.
La energía de frenado se convierte en electricidad mediante el generador de energía auxiliar y ayuda a proporcionar iluminación y calefacción a bordo. También cumplen con las características de gestión de energía de choque de nivel 1 de FRA. Las modificaciones para el uso de UP Express incluyen compartimientos de equipaje superiores cerrados que cumplen con las reglas de Transport Canada y una torre de equipaje cerrada mejorada.

## Impacto medioambiental
Los motores nivel 4 producen emisiones sustancialmente más bajas que la mayoría de los otros vehículos diésel en Toronto. La Evaluación de impacto ambiental para el UP Express de 2009 se llevó a cabo asumiendo que los trenes serían de nivel 3 estándar en lugar de nivel 4, y mostró que, en la frecuencia máxima, el efecto de los trenes adicionales en la calidad del aire no elevaría ningún nivel de contaminación por encima del criterio provincial. niveles.
El estudio de electrificación de Metrolinx de 2010, que asumió el uso de tecnologías de emisiones nivel 4 para las opciones de propulsión diésel, encontró que el servicio diésel de Georgetown/UP Express contribuiría del orden del 0,2 % a la contaminación del aire local, y que la electrificación daría como resultado solo una pequeña mejora en la calidad del aire local. 
En una revisión adicional de la evaluación de la salud humana en 2011, GO Transit examinó el plan actual para los controles de emisiones de nivel 4 en los trenes UP Express y la conversión de las locomotoras GO existentes a Tier 4 y descubrió que los riesgos para la salud humana del servicio diésel UP Express son insignificantes, pero la calidad del aire de fondo actual (de otras fuentes de contaminación en Toronto) es un problema.